# Fluorid křemičitý
Fluorid křemičitý (neboli tetrafluorosilan) je chemická sloučenina křemíku a fluoru s chemickým vzorcem SiF4.
Jde o těkavou látku s bodem varu pouhé 4 °C nad jejím bodem tání. Poprvé jej syntetizoval John Davy v roce 1812.
Je mimo jiné součástí sopečných plynů, kde vzniká reakcí fluorovodíku s oxidem křemičitým:
4HF + SiO2 → SiF4 + 2H2O.